# Стејановачки гат
Стејановачки гат је водени ток на Фрушкој гори, лева је притока канала Чикаш, дужине 15km, површине слива 60,62km², у сливу Саве.
Настаје као периодични ток у насељу Мала Ремета, недалеко од истоименог манастира, на 250 м.н.в.. Заједно са још неколико периодичних токова дренира јужне падине Фрушке горе. Текући ка југу протиче кроз насеље Стејановци. Од насеља до ушћа је каналисан. Улива се у канал Чикаш на 90 м.н.в. Амплитуде протицаја крећу се од 1 л/с до 10 m³/с, док је главна притока је Ровача. Дуж горњег и средњег дела тока, са леве долинске стране налази се пут који спаја Врдник, Јазак и Руму.